# Federazione di baseball e softball dell'Angola
La Federazione angolana di baseball e softball (eng. Angola Baseball & Softball Association) è un'organizzazione fondata per governare la pratica del baseball e del softball in Angola.
Organizza il campionato maschile e di softball femminile, e pone sotto la propria egida la nazionale maschile e di softball femminile.